# Transgrediërend taxon
Een transgrediërend taxon is een taxon dat kenmerkend is voor een bepaald hoger syntaxon, maar daarin een hogere trouwgraad vertoont voor een van de lagere syntaxa. Meestal heeft een transgrediërend taxon de taxonomische rang van een soort; in dit geval spreekt men van een transgrediërende soort. Veel minder vaak hebben transgrediërende taxa andere taxonomische rangen dan de soort; meestal gaat het dan om een ondersoort of een geslacht.

## Voorbeeld
Een voorbeeld van een transgrediërend taxon is granietschildmos (Xanthoparmelia conspersa). Deze soort geldt als kentaxon voor het granietschildmos-verbond (Xanthoparmelion conspersae) en daarbinnen ook voor de granietschildmos-associatie (Xanthoparmelietum conspersae), waarin deze soort de hoogste trouwgraad vertoont.